# خوليو إدغار جافيريا
خوليو إدغار جافيريا (بالإسبانية: Julio Edgar Gaviria)‏ هو لاعب كرة قدم كولومبي في مركز الدفاع، ولد في 1 أبريل 1945 في ميديلين في كولومبيا، وتوفي بنفس المكان في 30 مارس 2009. شارك مع منتخب كولومبيا لكرة القدم. أما مع النوادي، فقد لعب مع أمريكا دي كالي ونادي ميلوناريوس.